# إدوارد جاي أونيل
إدوارد جاي أونيل (بالإنجليزية: Edward J. O'Neill)‏ هو عسكري أمريكي، ولد في 24 مارس 1902 في سانت ألبانز في الولايات المتحدة، وتوفي في 9 يناير 1979 في مقاطعة أرلنغتون في الولايات المتحدة.